# Melolobium mixtum
Melolobium mixtum är en ärtväxtart som beskrevs av Dummer. Melolobium mixtum ingår i släktet Melolobium och familjen ärtväxter. Inga underarter finns listade i Catalogue of Life.